# Margaret Wilson
Margaret Wilson – australijska tenisistka.

## Kariera tenisowa
W 1937 roku zdobyła juniorskie singlowe mistrzostwo wielkoszlemowego Australian Open. Rok później została już mistrzynią seniorskiej wersji Australian Open, a konkretnie w konkurencji gry mieszanej triumfowała u boku Johna Bromwicha. W finale wyeliminowali Nancye Wynne Bolton i Colina Longa. Australijczycy nie obronili tytułu w roku następnym, ulegając słynnemu australijskiemu małżeństwu Nell Hall i Harry’emu Hopmanowi 8:6, 2:6, 3:6.